# عقرباوات البحر
عقرباوات البحر (الاسم العلمي: Scorpaeninae) هي أسرة من الأسماك تتبع فصيلة عقارب البحر من الرتبة عقربيات البحر.

## أجناس
- (الاسم العلمي: Hipposcorpaena)
- (الاسم العلمي: Hoplosebastes)
- (الاسم العلمي: Idiastion)
- (الاسم العلمي: Iracundus)
- (الاسم العلمي: Neomerinthe)
- (الاسم العلمي: Neoscorpaena)
- (الاسم العلمي: Parascorpaena)
- (الاسم العلمي: Phenacoscorpius)
- (الاسم العلمي: Pogonoscorpius)
- (الاسم العلمي: Pontinus)
- (الاسم العلمي: Pteroidichthys)
- (الاسم العلمي: Pteropelor)
- (الاسم العلمي: Rhinopias)
- (الاسم العلمي: عقرب البحر)
- (الاسم العلمي: Scorpaenodes)
- (الاسم العلمي: Scorpaenopsis)
- (الاسم العلمي: Sebastapistes)
- (الاسم العلمي: أبو مشط)
- (الاسم العلمي: Ursinoscorpaenopsis)